# صفاك (عنافجة)
صفاك (بالفارسية: صفاک) هي قرية وتقع في إيران في قسم عنافجة الريفي. يقدر عدد سكانها بـ 869 نسمة بحسب إحصاء 2016.